# Chrysobothris basalis
Chrysobothris basalis är en skalbaggsart som beskrevs av Leconte 1858. Chrysobothris basalis ingår i släktet Chrysobothris och familjen praktbaggar. Inga underarter finns listade i Catalogue of Life.